# Pfarrkirche Eichenberg (Vorarlberg)

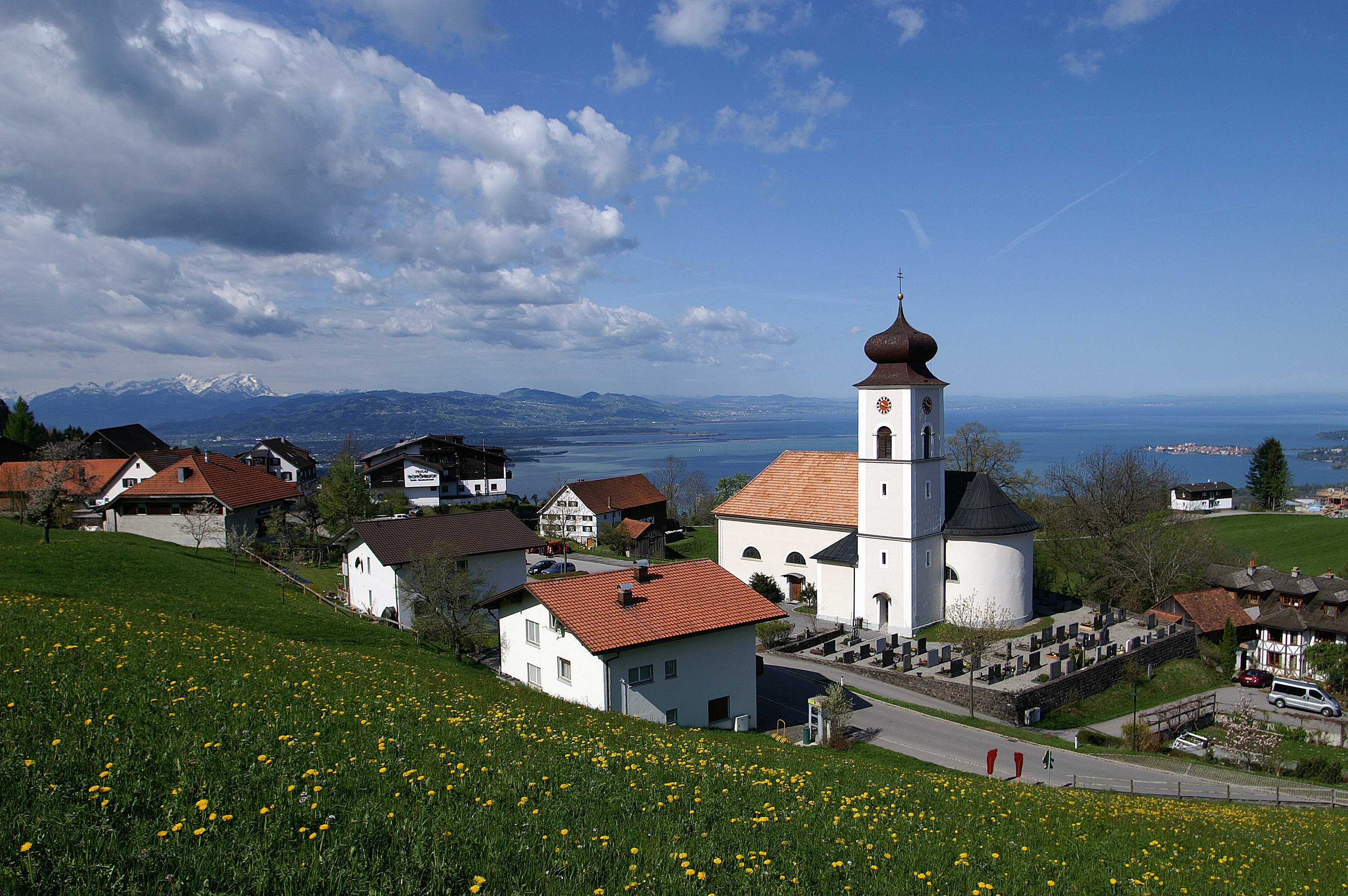
Kath. Pfarrkirche hl. Bernhard in Eichenberg/Vorarlberg über dem Bodensee

Die römisch-katholische Pfarrkirche Eichenberg steht in der Gemeinde Eichenberg im Bezirk Bregenz in Vorarlberg. Die Pfarrkirche hl. Bernhard gehört zum Dekanat Bregenz der Diözese Feldkirch. Die Kirche steht unter Denkmalschutz.

## Geschichte
Die Kirche wurde 1836/1837 unter der Leitung des Architekten Martin von Klink und des Malers Johann von Hörmann mit dem Maurermeister Josef Daum und dem Zimmermeister Johann Stöckeler erbaut und 1849 geweiht. Anfangs eine Filiale von Bregenz wurde die Kirche 1842 eine Expositurkirche und 1873 eine Pfarrkirche.

## Architektur
Der nordorientierte, spätklassizistische Kirchenbau mit einem eingezogenen, halbkreisförmig schließenden Chor und einem Ostturm ist im Norden von einem Friedhof umschlossen.

## Ausstattung
Der Hochaltar hat einen  flachen Säulenaufbau mit Giebel und eine hohe Tabernakelzone von Josef Zipper aus dem Jahr 1840. Das Altarbild hl. Bernhard vor Maria mit Kind malte Frater Josef Wiedemann OCist (1901). Das Giebelgemälde zeigt das Herz Jesu.
Die Orgel baute Anton Behmann (1888) und die Gebrüder Mayer (1922).